# 西班牙衛生部
卫生部( MISAN ) 是西班牙政府的一个部门，负责制定和执行健康政策。该部的总部位於西班牙马德里的普拉多大道，並且總部的對面就是普拉多博物馆。
根据歐盟統計局2017年的数据，西班牙将該國GDP的 8.9%用于医疗保健。
该部由卫生部长领导，卫生部长由西班牙君主經西班牙首相提名後任命。

## 外部鏈接
- Ministry of Health （页面存档备份，存于） （西班牙語）